# Mico argentatus
Mico argentatus, ook vaak als Callithrix (Mico) argentata, in het Nederlands weleens zwartstaartzilverzijdeaapje of zwartstaartzilveraapje genoemd, is een soort uit het geslacht van de Amazone-oeistiti's (Mico). De wetenschappelijke naam van de soort werd in 1771 als Simia argentata gepubliceerd door Carl Linnaeus.

## Kenmerken
De vachtkleur is het belangrijkste kenmerk waarmee de soort van de 10 tot 15 nauw verwante marmosetten kan worden onderscheiden. Deze soort heeft een licht-zilvergrijze rug, een geelwitte buik en wat zwart op de staart. De lichaamslengte bedraagt 20 tot 23 cm, de staartlengte 30 tot 34 cm, en het gewicht 325 tot 350 gram.

## Voortplanting
De dieren vormen kleine groepjes, waarin slechts één paar zich voortplant. De rest van de groep helpt met de verzorging en bescherming van de jongen.

## Voorkomen
De soort komt voor in Brazilië.